# Pandanus fruticosus
Pandanus fruticosus är en enhjärtbladig växtart som beskrevs av Harold St.John. Pandanus fruticosus ingår i släktet Pandanus och familjen Pandanaceae. Inga underarter finns listade.